# Arnaud Lusamba
Arnaud Lusamba (ur. 4 stycznia 1997 w Metzu) – kongijski piłkarz francuskiego pochodzenia, występujący na pozycji pomocnika w tureckim klubie Alanyaspor oraz w reprezentacji Demokratycznej Republiki Konga.